# 1679 az irodalomban
Az 1679. év az irodalomban.

## Új művek
Bethlen Farkas Historiarum Pannonico-Dacicarum libri decem (A magyar és erdélyi történelem tíz könyve) humanista stílusban megírt történeti munkája (Keresd, é.n.).

## Születések
- március 11. – Carl Gyllenborg svéd államférfi és költő († 1746)

## Halálozások
- február 5. – Joost van den Vondel holland költő és drámaíró, az egyik legnagyobb németalföldi költőnek tartják (* 1587)
- április 18. – Christian Hoffmann von Hoffmannswaldau német barokk költő, író (* 1616)
- december 4. – Thomas Hobbes angol filozófus (* 1588)
- december 30. – Bethlen Farkas kancellár, történetíró (* 1639)[1]